# 高橋侑子
高橋 侑子（たかはし ゆうこ、1991年8月27日 - ）は、日本の女子トライアスロン選手である。東京都三鷹市出身、ポルトガル・モンテゴルド在住。相互物産所属。

## 経歴
桐朋小学校、桐朋女子中学校・高等学校、法政大学スポーツ健康学部卒業。
2018年アジア競技大会にて女子個人及び混合リレーで金メダル獲得。
2020年東京オリンピックのトライアスロン競技に出場し、トライアスロン女子ではタイムが2時間1分18秒で18位だった。また、新種目の混合リレーに、ニナー賢治、岸本新菜、小田倉真と出場し、タイムは1時間27分2秒で13位だった。
2022年アジア競技大会にて女子個人で金メダル獲得し、2連覇達成。
2024年パリオリンピックのトライアスロン競技女子では、2時間2分42秒のタイムで40位だった。